# 木村拓哉
木村 拓哉（きむら たくや、1972年〈昭和47年〉11月13日 - ）は、日本の歌手、俳優、声優。男性アイドルグループSMAPの元メンバー。愛称は、キムタク。
東京都調布市で生まれ幼少期を大阪府箕面市で育つ。小学校入学直前に千葉県千葉市へ転居。STARTO ENTERTAINMENT所属。ファンクラブ名は「C&C」であり、これは自身を「キャプテン（Captain）」とし、ファンを「Crew」と評しており、「Captain & Crew」という意味がある。「Crew」はファンだけでなく、コンサートに関わる演者やスタッフの総称でもある。
令和の時代に入ってもなお第一線で活躍を続けているが、1990年代後半から2000年代前半の平成期に圧倒的な人気と存在感を誇ったことから「平成を抱いた男」と呼ばれる。

## 略歴
本人の知らないうちに親戚が履歴書を送り、1987年11月、ジャニーズ事務所に入所し、光GENJIのバックについていたジャニーズJr.内グループ「スケートボーイズ」のメンバーとなる。1988年4月にスケートボーイズから中居正広、稲垣吾郎、森且行、草彅剛、香取慎吾とともに選抜され、男性アイドルグループ『SMAP』を結成。1991年9月9日に『Can't Stop!! -LOVING-』でCDデビュー。（以降のグループでの活動はSMAPを参照）。
1992年に『その時ハートは盗まれた』などのテレビドラマに出演。
1993年にテレビドラマ『あすなろ白書』では、ヒロインを真っ直ぐに愛する青年役を好演し、注目を集める存在となった。
1994年にテレビドラマ『若者のすべて』などに出演し、俳優として一躍注目を集める。
1994年に映画『シュート!』で、病に倒れる伝説のストライカーを力演し、石原裕次郎新人賞、エランドール賞新人賞を受賞。
1995年の渡邊孝好監督『君を忘れない』では当時のトレードマークだった長髪のままで、第二次世界大戦末期の特攻隊員に扮して話題を呼んだ。
その後、1996年に主演した『ロングバケーション』以降、主演するドラマがどれも高視聴率を記録し、数々のテレビドラマ、映画に出演。フジテレビの看板ドラマ枠である月9放送作品では10作で主演を務め、2017年時点における最多主演記録となっている。また同年にフジテレビ系で冠番組『SMAP×SMAP』が4月15日から放送開始される。
2006年、主演した映画『武士の一分』が第30回日本アカデミー賞にて13部門で受賞を果たすも、「賞レースには参加しない」というジャニーズ事務所の意向で木村のみ優秀主演男優賞を辞退する事が発表された。
2008年まで『anan』の好きな男ランキングで15年連続の1位を獲得した。
2016年12月31日をもってSMAPが解散し、以降はソロタレントとなる。

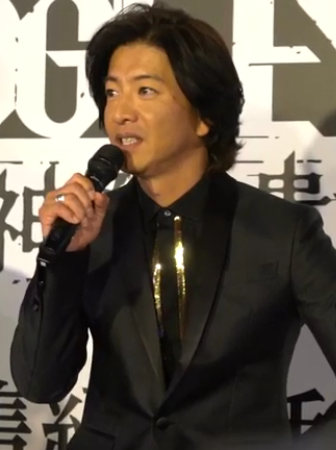
PlayStation LineUp Tourにて（2018年）

2018年12月22日、中華人民共和国を中心に展開しているSNS「新浪微博」のアカウントを取得して配信を開始。原則として中国語での配信ではあるが、同アカウントに対して開設から1日で29万人以上のフォロワーを世界各国から獲得するなどして話題となった。2020年5月8日からはInstagramのアカウントも開設し、母語である日本語でのSNS配信も開始。こちらのアカウントは開設から1日で100万人以上のフォロワーを獲得している。SNSでは冷や汗笑顔の絵文字（😅）を多用する傾向にある。
2019年9月29日、自身のラジオ番組『木村拓哉 Flow supported by GYAO!』にて、ソロでの歌手活動を開始すると発表。2020年1月8日にSMAP時代からの所属レーベルであるビクターエンタテインメントからアルバム『Go with the Flow』をリリースした。
2020年4月、中居正広のジャニーズ事務所退所に伴い、元SMAPのメンバーで唯一の同事務所所属アーティスト・タレントとなる。
2020年7月25日、公式サイトにて、単独ファンクラブを発足することを発表。名称は「C&C」。
2022年11月6日、「ぎふ信長まつり」の「信長公騎馬武者行列」に信長公に扮して参加した。当日の人出は、およそ46万人で前回比八割増であった。

### 私生活
2000年12月5日に歌手の工藤静香と結婚し、彼女との間に2児をもうけている。長女のCocomi、次女のKōki,は共にモデルとして活動している。弟は、第2回アメリカンフットボール・ワールドカップの日本代表メンバーでファッションデザイナーの木村俊作である。

## 人物
千葉市立磯辺第二小学校、千葉市立磯辺第一中学校（現：磯辺中学校）、千葉県立犢橋高等学校（1年のみ）→東京都立代々木高等学校（現：世田谷泉高等学校）卒業。
自身のファッションスタイルは、10代のときに観たフランシス・フォード・コッポラ監督の『アウトサイダー』に強い影響を受けたと語っている。
木村のトレードマークでもあったロングヘアーやピアスは10代の頃に仲の良かった事務所の先輩の岡本健一から影響を受けている。普段からギターを弾き、ソロだけでなくSMAPの楽曲でもたびたび演奏を披露してきたが、ギターを始めたのも岡本からギターをもらったのがきっかけである。
TSUTAYA onlineでの「日本版パイレーツ! ジャック・スパロウ役」ランキング1位を獲得した。シネマカフェゴコロ ランキング5の特別版の「万一も日本版『パイレーツ・オブ・カリビアン』を作るなら“ジャック・スパロウ”は誰?」では3位にランクインした。また木村は『SMAP×SMAP』でジャックのパロディを演じている。
漫画『ONE PIECE』のファンで、『SMAP×SMAP』で行われた芸能人の“ONE PIECE王”を決める「ONE PIECE王決定戦」では6回中5回の優勝を果たしている。『MEN'S NON-NO』2011年10月号では作者の尾田栄一郎と対談し、前述の「ONE PIECE王決定戦」について木村自ら触れ、「何か言いたい人も多いらしくて、『絶対勝ちますから』と言われたりして、俺も『おう!』と」と尾田に述べていた。
ラジオ番組では長らくテレビで語らないプライベートなことも自身の番組で語っているが、ラジオを続けるモチベーションについては「自分の声、感情で自分の思ったことを発信できる場がそれしかないから。直接の自分の言葉だからこそ、ラジオをやる意味がすごくある」と明かしている。
上述の通りキムタクの呼称が報道などで用いられているが、テレビドラマ『あすなろ白書』の共演者や爆笑問題の太田光からは「タッくん」と呼ばれている。
お笑いタレントの明石家さんまやサッカー元日本代表の中田英寿とは10年以上、家族ぐるみで付き合いがある親友同士である。またそれ以外にも水嶋ヒロ＆絢香夫妻、ドロンズ石本、IVAN、ISSAといった芸能人達と交流がある。タレントのマツコ・デラックスとは当時のマツコの事は覚えていないが犢橋高等学校に1年通っていた頃の同級生で、その後、公立代々木高等学校で中居正広と同級生であった。
水嶋ヒロは映画『BECK』の撮影のため、木村からギターを貸してもらったことがあり、水嶋は「とても感謝しています。やはり、考え方や人間性も含めて、木村さんのようにトップでい続ける方には、納得できる理由があるんですよね。確固とした理由のない人がトップでいられる世界なら、そんなところにはいたくないと思ってしまう。僕は今、そうではない世界にいられて本当に良かったと思います。」と語っている。

### 俳優として
主演する多くのテレビドラマを高視聴率に導き、度々「視聴率男」と形容される。ドラマに出演するたびに視聴率が注目されるが、自身は出演者と視聴率を結びつけることや視聴率を面白がることについて否定的である。
木村主演のテレビドラマ『プライド』の出演者にアイスホッケーの指導を行った信田憲司(パラアイスホッケー日本代表監督)は、木村に「最近、アイスホッケー業界はどうなんですか？」と聞かれた際、「このドラマのおかげで、前よりやってみたいと興味を持ってくれる子どもたちが増えていますよ」と述べると、木村が「ここだけの話、視聴率とかよりもそういう話のほうがうれしいんだよなぁ」とこそっと話してくれたことがとても印象的であったと述べている。
これまでに20もの職業を連続ドラマで演じており『BG～身辺警護人～』で21職種目と報じられている。
自己主張の強いキャラクターを演じることが多いが、テレビドラマ『アイムホーム』では感情を抑えたキャラクターを演じている。
日刊スポーツやスポーツニッポンによるテレビドラマ『アイムホーム』の出演が報じられた記事では初めて父親役を演じる旨の記述があるが、実際には2007年に放送されたテレビドラマ『華麗なる一族』でも父親役を演じている。
ドラマ撮影の際は、「感情と感情が重なり合って会話はなされていく。自分以外の言葉や動き、そして感情まで把握して演じた方が、リアルな会話のスピードに近づける」との理由から、自身の台詞や共演者の台詞のみならず、共演者の動き方をも記憶して撮影に臨んでいる。「セットに台本を持ち込まない」と決めているが、これは田村正和が手本となっている。

### エピソード
初主演舞台『盲導犬』では蜷川幸雄からの厳しい演技指導が連日続き、頭髪の一部分が白髪になったことがある。
『ハウルの動く城』のプロデューサー鈴木敏夫は、「ハウルはどういう男か」を宮崎駿とのあいだで共通に決めていたことがあり、この声は誰にやってもらったらいいのかを悩んでいた際、木村のほうから出演の希望が来たとのこと。鈴木が自身の娘に木村はどういう人なのかを聞いたら「いい男だよ」と言って、その次に「いろんなこと言うんだけど、真実味がないんだよね」と答えたことから、鈴木は「これはいける!」と思ったという。木村が声を発すると宮崎駿は大喜びで、宮崎による直しはほとんど無かった。『無限の住人』の監督を務める三池崇史は木村の起用理由について「死ねない男と、永遠にトップアイドルで降りられないところがかぶる。人は殺しはしないけど木村拓哉も“無限の住人”」と述べている。
木村本人とは直接の面識は無いものの、2015年6月1日、大相撲の千賀ノ浦部屋に森川拓哉という人物が行司として入門した。行司家は木村姓と式守姓しか無く、部屋ごとに姓が決まっており、千賀ノ浦部屋は木村姓だったことから「木村」を名乗ることになった。入門時には下の名前は本名を使用することも多い。このような偶然が重なって「木村拓哉」という行司名が出来上がり「角界のキムタク」として話題となった。翌2016年9月11日、入門から僅か1年3か月余りで早々に退職し、角界から姿を消した。

### 不祥事
2004年のドラマ『プライド』の撮影中に、木村がファンサービスのために観客席にシュートを打ち込んだパックをエキストラの女性の顔面に直撃させるという人身事故を起こし、被害女性は「口唇裂傷・歯冠破折」と診断された。事故発覚後、木村本人とジャニーズ事務所とフジテレビはそれぞれ書面で謝罪文をマスコミ各社に送付した。また、木村は被害女性に謝罪の手紙と後日の電話で謝罪したが、木村本人がメディアに出て謝罪することはなかった。また、事故の第一報が報じられたのは、事件から8日後の1月28日発売の日刊ゲンダイであり、それまで事故が報道されなかったことについてはジャニーズ事務所がテレビ局に隠蔽を指示した可能性が指摘されている。
2011年9月に40キロ未満と2012年1月に20キロの2度にわたり自動車運転中にスピード違反を犯し、木村をCM起用していたトヨタ自動車広報部では、「2度とも代理店を通じて報告をいただいております。私どもとしては交通ルールの違反は誠に遺憾」と発言した。

## 評価
脚本家の三谷幸喜は、「もともと芝居が上手な方」「あの世代の役者さんの中では群を抜いて才能のある方」と木村を評している。木村が主演を務めた『武士の一分』の監督・山田洋次は「抜きんでているんじゃないの？」「天才的なところがある」と語っている。同作品がベルリン映画祭で上映された際、木村は現地で注目の的となり、メディアから「彼は素晴らしい」と称賛を浴びている。
『時間ですよ』など数々のテレビ番組のプロデュース・演出を手掛けてきた久世光彦は、自身の著書で「役者も演出家も、だんだんいなくなってしまった。敏腕らしいプロデューサーの名ばかりが目立つ、当節のテレビ界である。」「全身で芝居をしている役者など、数えるほどしかいない。それは、芝居に興味のないディレクターが、人気俳優のアップさえ撮れればいいと思っているからでもある。私も昔、森繁さんのアップばかり撮って叱られた。」などと著した上で、「木村拓哉という役者がいる。いまその全身を撮ってピカ一の役者である。」と著している。また、「バイクに前のめりに凭れた無気力な姿勢が、何とも切ない。丸めた背中の線が何かを語り、それと裏腹にブーツの足先で楽しそうなリズムを刻んでいるのが快い。いかにも＜ほんとう＞なのだ。夕暮れの道を行く後ろ姿が、またいい。若いくせに疲れていて、寂しいのにほんのり明るくて――私は見惚れてしまう。昔のジェームズ・ディーンでも、とても敵わない。」「ところが可哀想に、この人もアップばかり撮られている。（中略）この役者を狭いコックピットに閉じ込めておかないで、もっと自由にしてやりたい。木村拓哉の全身から匂い立つ＜色気＞がもったいない。都会の倦怠と、その中の漂泊感を、奇妙なバランスで漂わせることにかけて、いま木村拓哉は、ほとんど天才である。」と記している。
『HERO』や『CHANGE』で脚本を手掛けた福田靖は木村を「僕が今まで一緒に仕事をした方の中で、いちばん芝居がうまいと思う」と評している。
『HERO』で木村と共演した児玉清は木村について「自然に振る舞っているようで、目の動きとかで濃密な演技をしている。そういう心の動きを辿れる、俳優としての大変な資質を持っているんじゃないかと思います。」と評している。同じく『HERO』で共演している堤真一は「僕は、木村さんと中井貴一さんの芝居を見てて惚れ惚れしてました。男が見ているだけで魅了されるっていうのは、まず僕は無いんですけど、ホントに見とれてしまいましたね。（中略）木村君に教えてもらったことは覚悟ですね。自分がやるっていう責任感と覚悟――それをひしひしと感じましたね。やっぱり、役者としてでるかぎりは覚悟を決めてやれ、っていう彼の生きざまを見て学びました」と述べている。『HERO』の統括プロデューサーである石原隆は、「芝居をクリエイトしていく意味での能力が非常に高い」「クリエイティブな意味と技術的な意味でのパフォーマンス能力の両方を持っている非常に希有な才能ですね」と語っている。同じく『HERO』で共演している吉田羊からは「打てば響くのに肩の力は抜けている稀有完璧な役者」と評されている。
映画『HERO』の監督を務めた鈴木雅之は、木村の感覚が好きだと語っており、「彼の芝居のナチュラルさというのは、何もしないのではなく、ナチュラルを芝居として作ってくる。」「普段通りにすることが自然な芝居と勘違いする人もいるけれど、お芝居をしないと意味がない。一回お芝居として立ち上げてから、ナチュラルにしていくという作業が必要なんです。そのへん、彼はものすごい能力を持っているなと思います。」などと評している。
テレビドラマ『プライド』で木村と共演した松本幸四郎は木村について「ドラマを作るにあたってのこだわりの強さは半端ない。自分も多少は歌舞伎、ドラマへのこだわりがありましたけど、その次元じゃない」「お会いするのは現場でしかありませんが、こうやって役に対して取り組んでいるんだという姿勢は、僕にとってとても支えになっている。これ以上の刺激物はいない」と述べている。
『A LIFE〜愛しき人〜』で共演している松山ケンイチは、木村を憧れの存在と公言している。また、同作品で医者を演じる木村を本当の医者のようであると舌を巻き、「色々話を聞かせていただいて、ものすごく勉強されてるし、経験を積んでいくっていう絶対に見えない作業や、誰にも見えないところでの努力が半端ない方なんだなと改めて思いました。だからこそ、その役に説得力を持たすことができるし…すごいなと思います。本当に。」と称賛している。同作品の他、『GOOD LUCK!!』や『華麗なる一族』で木村とタッグを組んだプロデューサーの瀬戸口克陽は、「ここまでやってもらえれば映像として合格というレベルに終わらない。『GOOD LUCK!!』でも実際にパイロットの方がやっていることを演じ切る。そこへの探求心は並々ならぬものがあると当時から感じていましたね」「我々がそろそろこれをやり始めた方が、というときに５段階でレベル３くらいまで既に行きついている。本人としては当然としてやりきっているという感じでした」「単純の手の動きだけを模倣しているのではなくて、こういう病気だからこういうアプローチをしている、というのを先生たちに聞いて理解してやっている。そこがまたリアリティーを生み出しているところなんじゃないかなと思います」と述べている。
『無限の住人』でプロデューサーを務めたジェレミー・トーマスは木村について「非常に才能があって知的な方」「身体能力の高さと演技力とが合間って、強い存在感を発揮している。彼は、世界的に認知されるべき資質をたくさん持っている」などと称賛している。
『眠れる森』のプロデューサーである喜多麗子は木村について「今まで多種多才な方々に会ってきたが、彼は特に筆舌に尽くしがたい存在」「取材のインタビューを聞いても記事を読んでも、無駄な言葉はなく、表現も的確で、世論や作品を俯瞰で捉える見方と自分の着地点も知っている」「類い稀な才能と美貌を"楯"にせず、それを"枷"として受け止めている彼に頭が下がる」などと著している。同ドラマでは実力を知っているがために木村に対しプレッシャーをかけるような要求ばかり行ったが、決まって喜多の希望を叶えてみせたという。
中井貴一は「僕たちの世界って、一瞬ポンと名前が出て、売れてっていうことも、とても難しいことだけど、それはある意味、大きな運を持っていればできることだけど」と切り出し、「一等賞を走り続けてくっていうのは、運と、そこに彼がしてきた努力みたいなものが、合わさらないと継続は出来ない」と木村から抱く印象を述べている。また「木村君が目指しているところというのは、良い俳優であるとか、良い歌手であるとか、そういうとこを目指していないと思う」「良い男であったり、良い人間であったり、今の自分のなりわいの中だけで一等賞を目指すとか、そういうことをしていたら、押しつぶされて行くんだろうけど、彼の場合は、もっと上のものを目指しているような気がするんですよね」と語っている。
フリーライターの相田冬二は「アニメーション『REDLINE』のボイスアクトのアプローチが、『ハウルの動く城』のときとまるで違っていて驚いたことを思い出す。キャラクターの違いではなく、アプローチの違い。」「木村拓哉を、誰かと、何かと、比較するべきではない。彼の表現には、先行する俳優史に参照すべき存在が見当たらない。だから、相違点を探ること自体が不毛。木村の表現は誰にも似ていない。」などと評している。
上智大学教授の碓井広義は『アイムホーム』の木村について「木村をカッコよく見せることだけに奉仕する」作品とは異なると指摘し、「ここにいるのは“キムタク”ではなく、一人の俳優としての木村拓哉だ。」「不安定な立場と複雑な心境に陥ったフツーの男を、木村拓哉がキムタクを封印して誠実に演じている」「夫であり父でもあるという実年齢相応の役柄に挑戦し、きちんと造形していることを評価したい」「今作で役の幅が広がったと思う」などと評している。同作品で「新境地を開いた」と評されたが、木村自身は「現場でやっていることは変わらない」「『違う』と言われるのは僕がどうこうではなく、監督の演出でそういう印象を与えてくれたんだと思う」と述べている。

## 受賞歴
- 第11 -15回ベストジーニスト（1994 -1998年、殿堂入り）[89]
- 1994年
  - 第7回日刊スポーツ映画大賞・石原裕次郎賞 石原裕次郎新人賞（『シュート!』）[90]
  - 第3回ザテレビジョンドラマアカデミー賞 ベストドレッサー賞（『若者のすべて』）[91]
  - 第32回ギャラクシー賞 奨励賞個人（『若者のすべて』）
- 1995年
  - エランドール賞 新人賞
  - 第7回ザテレビジョンドラマアカデミー賞 ベストドレッサー賞（『人生は上々だ』）[92]
- 1996年
  - 第9回ザテレビジョンドラマアカデミー賞 主演男優賞（『ロングバケーション』）[93]
  - 第6回TV LIFE年間ドラマ大賞 主演男優賞（『ロングバケーション』）[94]
- 1997年
  - 第15回ザテレビジョンドラマアカデミー賞 主演男優賞（『ラブジェネレーション』）[95]
  - 第7回TV LIFE年間ドラマ大賞 主演男優賞（『ラブジェネレーション』）
- 1998年
  - 第1回日刊スポーツドラマグランプリ 主演男優賞（『ラブジェネレーション』）
  - 第19回ザテレビジョンドラマアカデミー賞 主演男優賞（『眠れる森』）[96]
- 2000年
  - 第3回日刊スポーツドラマグランプリ 主演男優賞（『ビューティフルライフ』）
  - 第24回ザテレビジョンドラマアカデミー賞 主演男優賞（『ビューティフルライフ』）[97]
  - 第10回TV LIFE年間ドラマ大賞 主演男優賞（『ビューティフルライフ』）
  - 第26回放送文化基金賞 男優演技賞（『ビューティフルライフ』）[98]
- 2001年
  - 第4回日刊スポーツドラマグランプリ 主演男優賞（『HERO』）
  - 第28回ザテレビジョンドラマアカデミー賞（『HERO』）[99][100]
    - 主演男優賞
    - ベストドレッサー賞

  - 第11回TV LIFE年間ドラマ大賞 主演男優賞（『HERO』）
- 2002年
  - 第33回ザテレビジョンドラマアカデミー賞 主演男優賞（『空から降る一億の星』）[101]
- 2003年
  - 第6回日刊スポーツドラマグランプリ 主演男優賞（『GOOD LUCK!!』）
- 2006年
  - 第16回東京スポーツ映画大賞 主演男優賞（『武士の一分』）
- 2007年
  - 第20回日刊スポーツ映画大賞・石原裕次郎賞 主演男優賞（『武士の一分』）[90]
  - 第52回ザテレビジョンドラマアカデミー賞 主演男優賞（『華麗なる一族』）[102]
  - ソウル・ドラマ・アワーズ2007 最優秀主演男優賞（『華麗なる一族』）[103]
  - 第4回月刊TVnaviドラマ・オブ・ザ・イヤー 主演男優賞（『華麗なる一族』）
- 2008年
  - 第57回ザテレビジョンドラマアカデミー賞 主演男優賞（『CHANGE』）[104]
- 2012年
  - 第75回ザテレビジョンドラマアカデミー賞 主演男優賞（『PRICELESS〜あるわけねぇだろ、んなもん!〜』）[105]
  - 第52回ACCCMフェスティバル タレント賞（トヨタ自動車 テレビCMの演技）[106]
- 2013年
  - 第17回日刊スポーツドラマグランプリ秋 主演男優賞（『安堂ロイド〜A.I. knows LOVE?〜』）
  - 第10回月刊TVnaviドラマ・オブ・ザ・イヤー 主演男優賞（『安堂ロイド〜A.I.knows LOVE?〜』）
- 2014年
  - 第82回ザテレビジョンドラマアカデミー賞 主演男優賞（『HERO』）[107]
  - 第18回日刊スポーツドラマグランプリ夏 主演男優賞（『HERO』）[108]
- 2017年
  - 第27回日本映画批評家大賞 主演男優賞（『無限の住人』）[109]
- 2019年
  - 第103回ザテレビジョンドラマアカデミー賞 主演男優賞 （『グランメゾン東京』）[110]
- 2021年
  - 第46回報知映画賞 主演男優賞（「マスカレード・ナイト」）[111]
- 2022年
  - ファミ通・電撃ゲームアワード2021 アクター部門（『LOST JUDGMENT：裁かれざる記憶』）[112]

## 出演

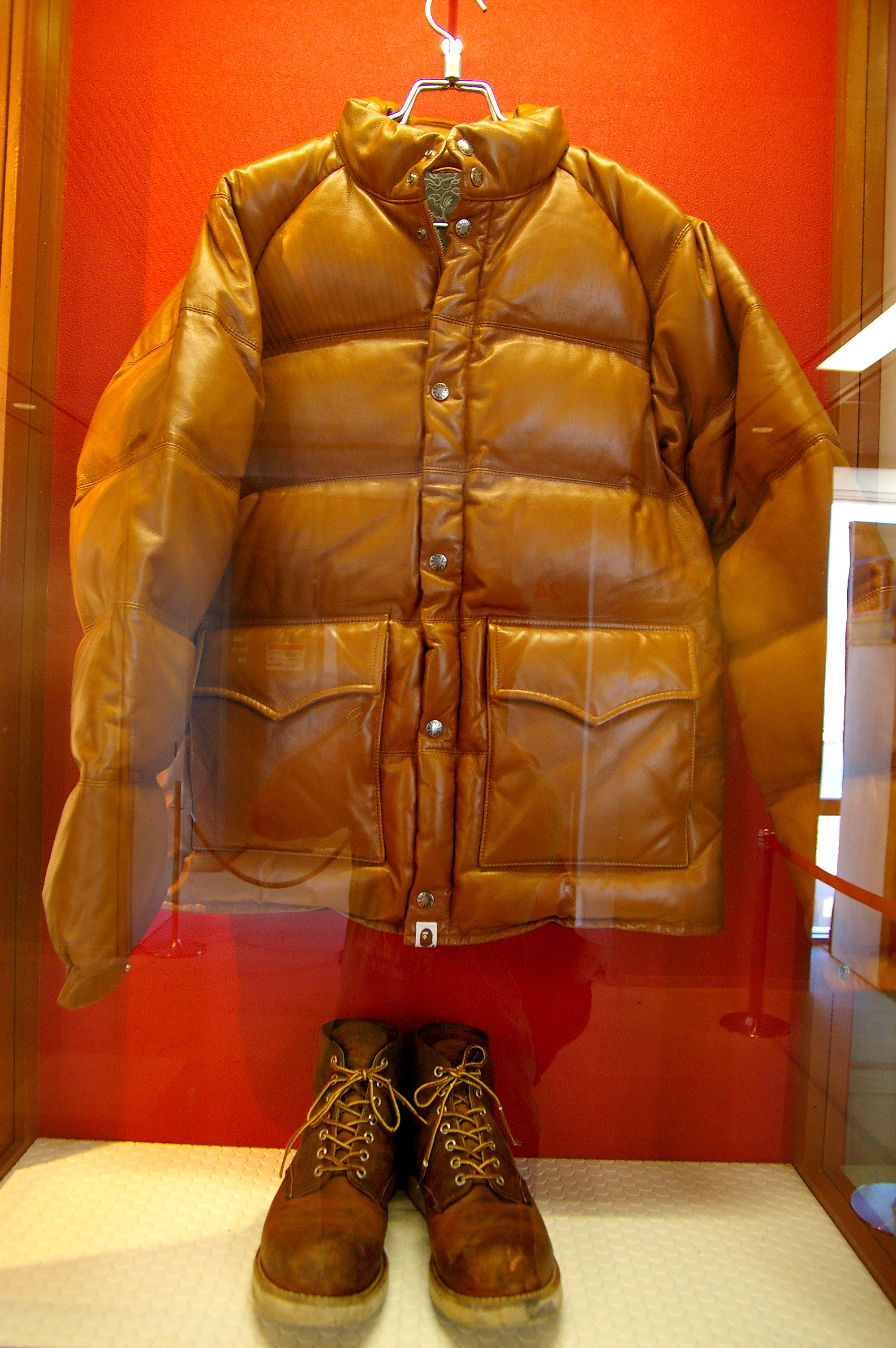
HEROにおける自身が演じる久利生公平の衣装と靴

### テレビドラマ
- あぶない少年III（1988年10月12日 - 1989年3月29日、テレビ東京） - 本人 役
- 時間ですよ新春スペシャル 梅の湯の結婚式はギャグでいっぱい（1990年1月2日、TBS） - 宝田ヒロシの友達 役
- おとうと（1990年4月30日、TBS） - 碧郎 役
- 松葉杖のラガーマン『ラグビーやってて良かった!』（1991年1月14日、TBS） - 平井正樹 役
- 映画みたいな恋したい（テレビ東京）
  - 『ロミオとジュリエット』（1991年10月5日） - タカシ 役
  - 『摩天楼はバラ色に』（1992年4月4日） - 三沢昇 役
- もっと、ときめきを―ふたりまでの距離―（1992年3月17日、日本テレビ） - 本人 役
- 世にも奇妙な物語（フジテレビ） 
  - 第3シリーズ『言葉のない部屋』（1992年7月2日） - 主演・新田保 役[113]
  - 春の特別編『トイレの落書』（1995年4月3日） - 主演・押本 役[114]
  - 春の特別編『パパラッチ』（1999年3月31日） - 主演・貴美男 役[115]
  - SMAPの特別編『BLACK ROOM』（2001年1月1日） - 主演・湯ノ本ナオキ 役[116]
- 柴門ふみセレクションSELECTION2『少女以上・少年未満』（1992年10月19日、テレビ朝日） - 紺野祐一 役
- その時、ハートは盗まれた（1992年11月19日 - 12月17日、フジテレビ） - 片瀬雅人 役
- 泣きたい夜もある『僕だけの女神』（1993年4月18日、毎日放送） - タケシ 役
- 伊豆の踊子（1993年6月14日・6月21日、テレビ東京） - 川崎 役
- あすなろ白書（1993年10月11日 - 12月20日、フジテレビ） - 取手治 役
- 君に伝えたい『女×5≦あいつ』（1994年4月3日、毎日放送） - 山下徹 役
  - 君に伝えたい『再会』（1994年6月12日）
- 若者のすべて（1994年10月19日 - 12月21日、フジテレビ） - 上田武志 役
- 君は時のかなたへ（1995年9月18日、テレビ朝日） - 主演・松平元康 役[117][118]
- 人生は上々だ（1995年10月13日 - 12月22日、TBS） - 大上一馬 役[117]
- 古畑任三郎シリーズ（フジテレビ）
  - 2nd season 第17回「赤か、青か」（1996年1月31日） - 林功夫 役
    - 古畑任三郎スペシャル 第25回「消えた古畑任三郎」（1996年4月9日）

  - 古畑任三郎 vs SMAP（1999年1月3日） - 本人 役
- ロングバケーション（1996年4月15日 - 6月24日、フジテレビ） - 主演・瀬名秀俊 役（山口智子とW主演）[119][120][118]
- 協奏曲（1996年10月11日 - 12月13日、TBS） - 貴倉翔 役[119]
- 僕が僕であるために（1997年1月3日、フジテレビ） - 黒澤力 役[121]
- ギフト（1997年4月16日 - 6月25日、フジテレビ） - 主演・早坂由紀夫 役[121][118]
  - いいひと。 第8話（1997年6月3日、関西テレビ） - 早坂由紀夫 役
- ラブジェネレーション（1997年10月13日 - 12月22日、フジテレビ） - 主演・片桐哲平 役（松たか子とW主演）[121][120][118]
- 織田信長 天下を取ったバカ（1998年3月25日、TBS） - 主演・織田信長 役[122]
- 眠れる森（1998年10月8日 - 12月24日、フジテレビ） - 主演・伊藤直季 役（中山美穂とW主演）[123][124]
- 今夜は営業中!（1999年9月18日、日本テレビ） - 木村拓哉（SMAP）、村木拓哉 役（二役）
- ビューティフルライフ（2000年1月16日 - 3月26日、TBS） - 主演・沖島柊二 役（常盤貴子とW主演）[125][126][127]
- 伝説の教師 最終話（2000年6月24日、日本テレビ） - 水谷庸司 役
- フードファイト（2000年7月1日 - 9月16日、日本テレビ） - 九太郎（声）
  - フードファイトスペシャル香港死闘篇（2001年4月1日）
- HERO（2001年1月8日 - 3月19日、フジテレビ） - 主演・久利生公平 役[128][120]
  - HERO特別編（2006年7月3日、フジテレビ）
  - HERO 第2シリーズ（2014年7月14日 - 9月22日、フジテレビ）
    - 極悪がんぼ 最終話（2014年6月23日、フジテレビ） - 久利生公平 役[129]
- 忠臣蔵1/47（2001年12月28日、フジテレビ） - 主演・堀部安兵衛 役[128]
- 空から降る一億の星（2002年4月15日 - 6月24日、フジテレビ） - 主演・片瀬涼 役（明石家さんまとW主演）[130][120][131]
- GOOD LUCK!!（2003年1月19日 - 3月23日、TBS） - 主演・新海元 役[132][133]
- プライド（2004年1月12日 - 3月22日、フジテレビ） - 主演・里中ハル 役[134]
- X'smap〜虎とライオンと五人の男〜（2004年12月25日放送、フジテレビ） - アジー 役
- エンジン（2005年4月18日 - 6月27日、フジテレビ） - 主演・神崎次郎 役[135][120]
- 西遊記 第1話（2006年1月9日、フジテレビ） - 幻翼大王 役[136]
- 華麗なる一族（2007年1月14日 - 3月18日、TBS開局55周年記念番組） - 主演・万俵鉄平 役[137]
- CHANGE（2008年5月12日 - 7月14日、フジテレビ） - 主演・朝倉啓太 役[138]
- Goro's Bar ドラマスペシャル『世界に一つだけの花サカス!?』（2009年3月10日、TBS） - タクヤ 役
- MR.BRAIN（2009年5月23日 - 7月11日、TBS） - 主演・九十九龍介 役[139]
- こちら葛飾区亀有公園前派出所 最終話（2009年9月26日、TBS） - 謎の男 / 花火屋のタク坊 役
- 月の恋人〜Moon Lovers〜（2010年5月10日 - 7月5日、フジテレビ） - 主演・葉月蓮介 役[140][141]
- 南極大陸（2011年10月16日 - 12月18日、TBS開局60周年記念番組） - 主演・倉持岳志 役[142]
- PRICELESS〜あるわけねぇだろ、んなもん!〜（2012年10月22日 - 12月24日、フジテレビ） - 主演・金田一二三男 役[143]
- 安堂ロイド〜A.I. knows LOVE?〜（2013年10月13日 - 12月15日、TBS） - 主演・安堂ロイド / 沫嶋黎士 役（二役）[144]
- 宮本武蔵（2014年3月15日、16日二夜連続、テレビ朝日開局55周年記念ドラマスペシャル） - 主演・宮本武蔵 役[145]
- アイムホーム（2015年4月16日 - 6月18日、テレビ朝日） - 主演・家路久 役[146]
- A LIFE〜愛しき人〜（2017年1月15日 - 3月19日、TBS） - 主演・沖田一光 役[147][148]
- BG〜身辺警護人〜（2018年1月18日 - 3月15日、テレビ朝日） - 主演・島崎章 役[149]
  - BG〜身辺警護人〜第2章（2020年6月18日 - 7月30日、テレビ朝日）
- グランメゾン東京（2019年10月20日 - 12月29日、TBS） - 主演・尾花夏樹 役[150]
  - スペシャルドラマ グランメゾン東京（2024年12月29日、TBS）[151]
- 教場（2020年1月4日・5日二夜連続、フジテレビ） - 主演・風間公親 役[152]
  - 教場II（2021年1月3日・4日二夜連続、フジテレビ）
  - 風間公親-教場0-（2023年4月10日 - 6月19日、フジテレビ）[153][154]
- 未来への10カウント（2022年4月14日 - 6月9日、テレビ朝日） - 主演・桐沢祥吾 役[155][156]
- Believe-君にかける橋-（2024年4月25日 - 6月20日、テレビ朝日） - 主演・狩山陸 役[157][158]
- 心はロンリー気持ちは「…」FINAL（2024年4月27日、フジテレビ） - 看護師 役[159]

### 映画
- シュート!（1994年3月12日公開、松竹） - 久保嘉晴 役
- 君を忘れない（1995年9月23日公開、日本ヘラルド映画） - 上田淳一郎 役
- 2046（2004年10月23日公開、ブエナビスタ・インターナショナル） - タク 役
- 武士の一分（2006年12月1日公開、松竹） - 主演・三村新之丞 役
- HEROシリーズ - 主演・久利生公平 役
  - HERO（2007年9月8日公開、東宝）
  - HERO（2015年7月18日公開、東宝）
- アイ・カム・ウィズ・ザ・レイン（2009年6月6日公開、ギャガ） - シタオ 役（日本吹き替えも担当）
- SPACE BATTLESHIP ヤマト（2010年12月1日公開、東宝） - 主演・古代進 役[160]
- 無限の住人（2017年4月29日公開、ワーナー・ブラザース） - 主演・万次 役[161][162]
- 検察側の罪人（2018年8月24日公開、東宝） - 主演・最上毅 役[163]
- 「マスカレード」シリーズ  - 主演・新田浩介 役
  - マスカレード・ホテル（2019年1月18日公開、東宝）[164]
  - マスカレード・ナイト（2021年9月17日公開、東宝）[165]
- レジェンド&バタフライ（2023年1月27日公開、東映） - 主演・織田信長 役[166]
- グランメゾン・パリ（2024年12月30日公開、東宝 / ソニー・ピクチャーズ エンタテインメント） - 主演・尾花夏樹 役[167]
- TOKYOタクシー（2025年11月21日公開予定、松竹） - 宇佐美浩二 役[168][169]
- 教場（2026年公開予定、東宝） - 主演・風間公親 役[170]

### 舞台
- 盲導犬（1989年12月5日 - 12月27日、日生劇場）[171]
- ドラゴンクエスト （1992年、京都・南座）
- 花影の花〜大石内蔵助の妻（1992年12月6日 - 12月27日、日生劇場）[172]
- ANOTHER〜沈黙の島編・少年の島編 （1993年8月6日 - 8月15日：京都・南座、8月17日 - 8月14日：天王洲・アートスフィア）[173]
- 洒落男たち〜モダンボーイズ〜（1994年2月4日 - 2月13日）[174]

### バラエティ番組
- カミングOUT!（1994年10月29日 - 1995年3月25日、TBSテレビ） - 準レギュラー
- イトイ式（1995年4月29日 - 9月30日、TBSテレビ） - 準レギュラー
- TV's HIGH（2000年10月13日 - 2001年3月23日、フジテレビ）
- 突然ですが占ってもいいですか?（2021年1月6日・20日・27日、フジテレビ） - マンスリーフォーチュンウォッチャー

### 特別番組
- イサムノグチ地球を彫刻した男（1996年2月12日、札幌テレビ） - ナビゲーター
- 愛と勇気のドキュメントこども病院24時（1996年10月12日・1997年10月16日、フジテレビ）
- 今夜は営業中!（1999年9月18日、日本テレビ） - タモリとMC・パフォーマンス
- NHKスペシャルサッカー地球の熱情 第1回ジダンが来た道（2002年5月3日、NHK） - ナレーション
- さんタク（2003年1月3日 - 、フジテレビ）
- Dear 忌野清志郎 (2023年9月16日、NHK BSプレミアム) [175]

### ラジオ番組
- おはようSMAP（TOKYO FM）
- 木村拓哉のWhat's UP SMAP!（1995年1月 - 2018年7月27日、TOKYO FM）金曜日23:00 - 23:30
- 木村拓哉 Flow supported by GYAO!（2018年8月5日 - 、TOKYO FM）日曜日11:30 - 11:55[176]

### インターネット動画配信
- Netflixオリジナルドラマ『Jimmy〜アホみたいなホンマの話〜』（2018年7月20日 - 配信開始、Netflix） - ゲスト出演・芸人A 役[177]
- 木村さ〜〜ん!（2018年8月5日 - 2023年3月26日、GYAO!）[178]（2024年1月1日 - 木村拓哉YouTubeチャンネル内で再開）
- ドラマ『THE SWARM/ザ・スウォーム』第7話・第8話（2023年3月4日 - 配信開始、Hulu Japan） - アイト・ミフネ 役[179]

### CM

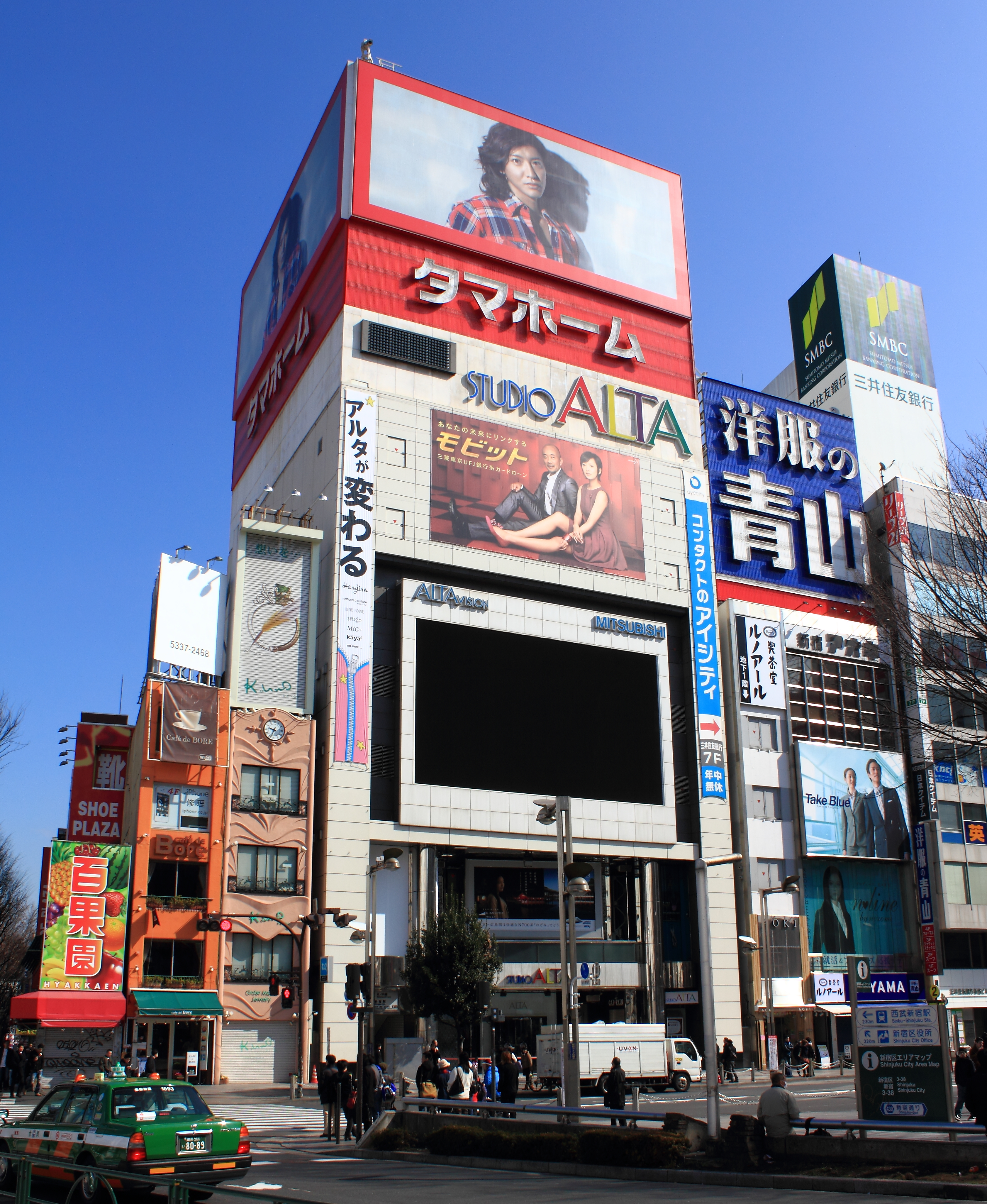
2012年 新宿アルタ「タマホーム」広告

- 大塚製薬「オロナミンC」（1993年 - 1997年）
- トヨタ自動車
  - 「RAV4 J/RAV4 L」（1994年 - 1996年）
  - 「カローラフィールダー」（2005年 - 2011年、2013年 - 2017年）
- 任天堂（1994年 - 1995年）
- ロッテ（1995年 - 1997年）
- HAWKINS AIR CUSHION（1996年）
- カネボウ（1996年）
- JCB（1997年 - 2000年）
- NTT（1997年）
- TBC（1997年 - 2002年）
- キリンビール（1997年）
- JRA（1998年 - 1999年）
- サントリー（1998年 - 1999年）
- 森永製菓（1999年 - 2005年）
- 富士通（2000年 - 2010年）
- リーバイス（2000年、2008年、2019年）
- キリンビバレッジ（2001年 - 2005年）
- T&C Surf Designs（2004年）
- 産経新聞社（2006年 - 2007年）
- ニコン（2006年 - 2014年）
- 日本コカ・コーラ（2006年 - 2007年） - 渡哲也と共演。
- マンダム（2006年 - 2011年）
- 明治製菓（2007年 - 2010年）
- WOWOW（2007年）[180]
- セコム（2008年）
- 日清食品（2008年 - 2010年）
- サマンサタバサ（2009年）
- タマホーム「企業」（2009年 - 2017年）
- アサヒ飲料（2010年）
- ハウス食品（2010年 - 2014年）
- サントリー ザ・プレミアム・モルツ（2012年 - 2013年）
- ミス・パリ「ダンディハウス」（2012年 - 2016年）
- 日本宝くじ協会（2012年 - 2014年）
- 台湾観光協会・交通部観光局「台湾観光誘致CM」「I Love Taiwan」（2015年 - 2016年）[181]
- デサント「マンシングウェア」（2015年 - 2017年） (グラフィック広告/中国・香港・マカオ・韓国・台湾・インドネシア・シンガポール・ベトナム・マレーシアのみ)
- 日本和装ホールディングス「企業」（2016年1月18日 - 2016年12月31日）[182]
- LINE 「LINEのお年玉スタンプ」キャンペーン （2018年）
- そごう・西武  （2018年）
- MARK＆LONA（2018年4月 - ）
- GYAO!（2018年7月 - 終了）[183]
- RYOMA GOLF（2018年8月 - ）
- カシオ計算機 G-SHOCK（2018年12月 - ）（中国のみ）
- サントリー 金麦（2019年2月 - 2019年12月）[184]
- 日本マクドナルド（2020年1月 - 2023年）[185]
- バルクオム（2020年5月 - ）[186]
- 日産自動車
  - 「やっちゃえ NISSAN」シリーズ（2020年8月 - 2023年） [187]
  - 「e-4ORCE」（2021年12月 - 2023年）[188]
- リクルートジョブズ 「タウンワーク」（2021年3月 - 2023年）[189]
- 大正製薬「リポビタンD」「リポビタンDX」（2021年7月4日 - 2023年）[190]
- 日本スポーツ振興センター スポーツ振興くじ「WINNER」（2022年11月 - 2023年）[191]
- オープンハウスグループ（2023年1月 - 終了）[192]
- シェイプアップハウス「ダンディハウス」（2024年10月 - ）[193]
- プレミアアンチエイジング「CANADEL」（2024年10月 - ）[194]
- HUAWEI（2025年）[195]
- 三菱UFJフィナンシャル・グループ「エムット始まる」篇（2025年5月28日 - ）※石原さとみ、水上恒司と共演[196]

### 声優

#### 劇場アニメ
- ハウルの動く城（2004年11月20日公開） - ハウル 役
- REDLINE（2010年10月9日公開） - JP 役[197]
- 映画ドラえもん のび太の新恐竜（2020年8月7日公開[198]） - ジル 役[199]
- 君たちはどう生きるか（2023年7月14日公開） - 牧勝一 役[200][201]

#### テレビアニメ
- FNS27時間テレビ「サザエさん」（2014年7月27日） - タクヤ 役
- クレヨンしんちゃん（2015年5月29日・6月5日） - 野原家家族 役[202]

#### ゲーム
- JUDGE EYES:死神の遺言（2018年12月13日発売） - 八神隆之 役[203]
- LOST JUDGMENT 裁かれざる記憶（2021年9月24日発売） - 八神隆之 役

#### ドラマCD
- 花より男子（ドラマCD） - 花沢類 役
  - 花より男子（1993年7月）
  - 花より男子2（1993年12月）
  - 花より男子3（1994年7月）

### ミュージック・ビデオ
- ［ALEXANDROS］「アルペジオ」（2018年11月）

## 作品

### ソロ活動

#### アルバム
- Go with the Flow（2020年1月8日）
- Next Destination（2022年1月19日）
- SEE YOU THERE（2024年8月14日）

#### 映像作品
- TAKUYA KIMURA Live Tour 2020 Go with the Flow（2020年2月8日）
- TAKUYA KIMURA Live Tour 2022 Next Destination（2022年8月3日）
- TAKUYA KIMURA Live Tour 2024 SEE YOU THERE（2025年7月2日）

### SMAP活動

#### ソロ曲
- 恋のメロディー（1992年8月26日）
- こんなに僕を切なくさせてるのに（1993年7月7日）
- 声を聞くよりも（1996年3月3日）
- 電話しようかな（1996年8月12日）
- 弱い僕だから（1997年8月6日）
- HA（1998年8月26日）- 自身が作詞
- NATSU 〜夏〜（1999年7月14日）
- shiosai（2000年10月14日）
- ずっとずっと（2002年7月24日）
- Easy Go Lucky!（2003年6月25日）
- SPECIAL（2005年7月27日）
- 君がいる（2006年7月26日）
- Style（2008年9月24日）
- 君のままで…（2010年7月21日）
- La ＋ LOVE & PEACE（2012年8月8日）
- One Chance!（2014年9月3日）

### 作詞
- Waiting Waiting Waiting - SMAPのアルバム『SMAP 002』に収録。
- トマトジュースだよ〜ん - 明石家さんま、トータス松本との共作で作曲はトータス松本が担当。2014年1月1日放送の「さんタク」で披露。同番組初のオリジナルソングとなった。

### 参加楽曲
- 竹内まりや「今夜はHearty Party」 - 竹内まりやが1995年に発売したシングル曲。歌詞に「キムタク」のフレーズがあることから、木村も楽曲に参加。曲冒頭の「ねぇ、パーティにおいでよ」などのフレーズとコーラスを担当している[204][205]。

### 映像作品
- オフィシャルDVD『一分TAKUYA KIMURA』（2006年、ジェネオン エンタテインメント）EAN 4988102307332

## 書籍
- 開放区（2003年4月24日、集英社）ISBN 978-4-08-780377-8
- 開放区2（2011年9月30日、集英社）ISBN 978-4-08-780613-7

### 写真集
- 横須賀功光 撮影『木村拓哉』川島インターナショナル、1996年12月12日。ISBN 978-4-533-02643-0。 - 出版科学研究所調べ、2003年6月までの集計で50万部[206]
- %パーセンテージ（2006年11月11日、マガジンハウス）ISBN 978-4-8387-1726-2
- TAKUYA KIMURA×MEN’S NON-NO ENDLESS（2011年9月30日、集英社）ISBN 978-4-08-780614-4

### 雑誌連載
- 『Myojo』KIMURA開放区ざまをみろ!（1995年6月号 - 2012年）